# Tình ca (bài hát của Phạm Duy)
"Tình ca" là một bài hát, được nhạc sĩ Phạm Duy sáng tác năm 1952. Bài hát mang đậm nét dân ca Bắc Bộ này rất nổi tiếng ở Việt Nam, trình diễn lần đầu với giọng hát của Anh Ngọc và sau đó gắn liền với tiếng hát Thái Thanh. Năm 2006, sau khi nhạc Phạm Duy được phổ biến lại ở Việt Nam, mười nốt đầu của bài được hãng truyền thông Sơn Ca mua về làm nhạc hiệu với giá 100 triệu đồng.

## Hoàn cảnh sáng tác
Phạm Duy không chịu được cuộc sống gò bó mất tự do tư tưởng trong chiến khu Việt Minh nên cùng vợ con rời đi. Ông viết Tình ca để thể hiện lòng yêu nước của mình đồng thời kêu gọi tinh thần ái quốc, đoàn kết ba miền trong bối cảnh đối đầu Quốc gia-Cộng sản.

## Nội dung - nghệ thuật

### Phần lời
Nhạc phẩm Tình ca nói lên tình quê hương đất nước của một người Việt Nam qua sự phân chia có chủ ý:
- Lời 1 bày tỏ tình yêu với tiếng Việt, bắt đầu với câu "Tôi yêu tiếng nước tôi từ khi mới ra đời...", rồi diễn giải cái 'tiếng nước tôi' đó qua tiếng mẹ ru, câu hò, câu hát, tiếng 'khóc cười theo mệnh nước nổi trôi'.
- Lời 2 bày tỏ tình yêu đối với non sông đất nước Việt: "Tôi yêu đất nước tôi, nằm phơi phới bên bờ biển xanh...", những hình ảnh dãy Trường Sơn, sông Cửu Long, sông Hương, sông Hồng... xuất hiện như vẽ lên một dải đất nước nối liền.
- Lời 3 bày tỏ tình yêu với con người Việt Nam với "Tôi yêu bác nông phu, đội sương nắng bên bờ ruộng sâu...", từ những người chân lấm tay bùn mà vẫn hiên ngang "mình đồng da sắt" suốt vài ngàn năm lịch sử đau thương, cho đến những đời Vua chúa nối nhau giành lại độc lập cho dân tộc.

Ở cuối mỗi phần lời, Phạm Duy dùng bốn câu thơ lục bát, là thể thơ riêng của Việt Nam.
Lời ca khúc này rất được yêu thích vì tính chất tụng ca, tự sự mới mẻ và ít thấy trong nền tân nhạc. Bên cạnh đó, tác giả còn vận dụng một cách điêu luyện những thủ pháp, hình thức quen thuộc của các thể ca dao, dân ca trong văn học dân gian Việt Nam.

## Biểu diễn trực tiếp
Năm 2012, Nguyên Thảo trình diễn trong chương trình Điều còn mãi.